# Придніпровське (селище)
Придніпровське — селище в Україні, у Херсонській міській громаді Херсонського району Херсонської області. Населення становить 150 осіб.

## Історія
12 червня 2020 року, відповідно до Розпорядження Кабінету Міністрів України № 726-р «Про визначення адміністративних центрів та затвердження територій територіальних громад Херсонської області», увійшло до складу Херсонської міської громади.
19 липня 2020 року, в результаті адміністративно-територіальної реформи увійшло до складу новоутвореного Херсонського району.
У березні 2022 року село тимчасово окуповане російськими військами під час російсько-української війни.
11 листопада 2022 року визволене в ході контрнаступу Збройних сил України в Херсонській області.

## Населення
Згідно з переписом УРСР 1989 року чисельність наявного населення селища становила 193 особи, з яких 85 чоловіків та 108 жінок.
За переписом населення України 2001 року в селищі мешкало 150 осіб.

### Мовний склад
Рідна мова населення за даними перепису 2001 року:
| Мова       | Чисельність, осіб | Доля     |
| ---------- | ----------------- | -------- |
| Українська | 104               | 69,33 %  |
| Російська  | 46                | 30,67 %  |
| Разом      | 150               | 100,00 % |